# Hilara mantovensis
Hilara mantovensis är en tvåvingeart som beskrevs av Chvala 2008. Hilara mantovensis ingår i släktet Hilara och familjen dansflugor.
Artens utbredningsområde är Italien. Inga underarter finns listade i Catalogue of Life.